# FN's Sikkerhedsråds resolution 242
FN's Sikkerhedsråds resolution 242 (S / RES / 242) blev enstemmigt vedtaget af FN's Sikkerhedsråd den 22. november 1967 i kølvandet på Seksdageskrigen. Det blev vedtaget under kapitel VI i FN-pagten. Beslutningen blev sponsoreret af den britiske ambassadør til FN Lord Caradon og var et af fem udkast, som blev behandlet.
Præamblen tager afstand fra "erhvervelser af territorier gennem krig" og fremhæver samtidig "behovet for at arbejde for en retfærdig og varig fred i Mellemøsten, hvor enhver stat i området kan leve i sikkerhed".
Resolutionen indledes med at bekræfte "at opfyldelsen af [FN]-Pagtens principper forudsætter oprettelsen af en retfærdig og varig fred i Mellemøsten, som bør inkludere opfyldelsen af de to følgende principper:
(i) Tilbagetrækning af Israels væbnede styrker fra områder, der blev besat under den sidste konflikt;
(ii) Ophør af alle påstande om eller tilstande af krig og respekt for og anerkendelse af alle staters suverænitet, territoriale integritet og politiske uafhængighed i området, samt af deres ret til at leve i fred inden for sikre og anerkendte grænser fri for trusler eller voldshandlinger;" 
Egypten, Jordan, Israel og Libanon indledte ind til rådslagning med FN's særlige repræsentant om gennemførelsen af 242. Efter at have fordømt resolutionen i 1967 accepterede Syrien "betinget" resolutionen i marts 1972. Syrien accepterede formelt FN's Sikkerhedsråds resolution 338 – en våbenhvile, der kom i kølvandet på Yom Kippur-krigen i 1973 – som omfavnede resolution 242.
Den 1. maj 1968 udtrykte den israelske ambassadør til FN, i en tale for FN's Sikkerhedsråd, Israels holdning til resolution 242: ”Min regering har givet udtryk for sin accept af Sikkerhedsrådets resolution om at fremme promoveringen af en aftale, der vil etablere en retfærdig og varig fred. Jeg har også fået bemyndigelse til at bekræfte, at vi er villige til at søge en aftale med alle arabisk stat om alle forhold, der er inkluderet i resolutionen."
Resolution 242 er en af de mest accepterede resolutioner i den arabisk-israelske konflikt og dannede grundlaget for senere forhandlinger mellem de forskellige partere. Resolutioner er således grundlaget for fredsaftalerne mellem Israel og Egypten (1979) og Jordan (1994) samt aftalerne fra 1993 og 1995 med palæstinenserne.
Det fremkommer ikke entydigt af resolutionen, hvilke territorier der henvises til med sætningen: "områder, der blev besat under den sidste konflikt". Tværtimod er resolutionen bevist skrevet tvetydigt i forhold til at omtale de besatte områder, hvorved de enkelte partere opnår en vis grad af fortolkningsfrihed. Resolutionen siger derfor ikke, at Israel skal trække sig tilbage til de tidligere grænser (Den Grønne Linje). Derimod anerkender resolutionen af de tidligere grænser ikke var et udtryk for nogle permanente grænser, men derimod var udtryk for nogle våbenstilstandslinjen, som blev skabt i kølvandet på den arabisk-israelske krig i 1948. I praksis betød dette, at Israel ikke tolkede, at resolutionen henviste til Vestbredden (inkl. Østjerusalem) og Gazastriben, når resolutionen refererede til de besatte områder (men derimod kun Sinai-halvøren og Golanhøjderne). Omvendt har araberne og efterfølgende særligt palæstinenserne haft en anden tolkning af resolutionens reference til de besatte områder, som også har inkluderet Vestbredden og Gazastriben

## Implementering
FN's generalsekretær udnævnte d. 23. november 1967 Gunnar Jarring, som særlig udsending (engelsk: Special Envoy), der havde til opgave at forhandle om gennemførelsen af resolutionen med de konkrette parter, den såkaldte Jarring-mission. Regeringerne i Israel, Egypten, Jordan og Libanon anerkendte Jarrings udnævnelse og gik med på at deltage i Jarrings mission, selvom de var uenige med hensyn til centrale fortolkningspunkter i forhold til resolutionen. Syriens regering afviste Jarrings mission med den begrundelse, at en total israelsk tilbagetrækning var en forudsætning for yderligere forhandlinger. Samtalerne under Jarrings regi varede indtil 1973, uden de afstedkom nogle faktiske resultater. Efter 1973 blev Jarring-missionen erstattet af bilaterale og multilaterale fredskonferencer.

### Arabisk-israelsk fredsdiplomati og traktater
- Paris Fredskonference, 1919
- Faisal – Weizmann-aftalen (1919)
- 1949 Våbenstilstandsaftaler
- Camp David-aftalerne (1978)
- Fredsaftale mellem Egypten og Israel (1979)
- Madrid-konferencen i 1991
- Oslo-aftalerne (1993)
- Fred mellem Israel og Jordan (1994)
- Camp David 2000-topmødet
- Israelsk-palæstinensisk fredsproces
- Projekter, der arbejder for fred blandt israelere og arabere
- Liste over fredsforslag i Mellemøsten
- International ret og den arabisk-israelske konflikt